# August Strindberg
August Strindberg (n. 22 ianuarie 1849, Storkyrkoförsamlingen⁠(d), Comitatul Stockholm, Suedia – d. 14 mai 1912, Adolf Fredriks parish⁠(d), Comitatul Stockholm, Suedia) a fost un dramaturg suedez. Teatrul său, prin originalitatea personajelor, este un reper important în literatura universală a secolului al XX-lea. În prefața piesei de teatru Domnișoara Iulia, Strindberg își prezintă „sufletele” (personajele) ca fiind „conglomerate, făcute din stadii trecute sau prezente ale civilizației, fragmente de umanitate, haine de duminică peticite, toate strânse la un loc, așa cum este ființa umană”. Strindberg spune mai departe despre personajele sale că a oferit posibilitatea „celui slab să repete cuvintele celui puternic” și a lăsat „diferite suflete să accepte sugestii, unul de la celălalt”.
De asemenea, Strindberg a fost un pasionat pictor și fotograf.

## Repere biografice
- 22 ianuarie 1849 - Se naște la Stockholm. Pe tatăl său l-a considerat ca fiind un aristocrat prin naștere și educație, spre deosebire de mama sa, cu o origine socială inferioară. Nașterea sa a fost însoțită și de falimentul financiar al familiei și, în consecință, primii ani din viață au fost plini de lipsuri materiale.
- 1867 - După ce a trecut de la o școală la altă, devine student la Upsala. Sărăcia, care l-a determinat să își câștige existențe în slujbe de educator, și firea sa rebelă, ce nu accepta supunerea în fața autorității, l-au făcut să-și întrerupă des studiile, astfel că nu a absolvit niciodată. O perioadă de întrerupere a studiilor a fost generată de dorința de a deveni actor, tentativă care a eșuat. Din această perioadă, datează și primele sale două piese, care nu au avut succes, totuși.
- 1874 - Urmând câtorva încercări jurnalistice la Stockholm, Strindberg obține un post de bibliotecar la „Biblioteca regală”, ceea ce i-a permis un scurt interludiu de calm, în care și-a putut construi o reputație de cărturar, înaintea întâlnirii cu Siri, soția baronului Wrangel. După o perioadă inițială de prietenie triunghiulară, în urma căreia Strindberg și Siri devin amanți, baronul obține divorțul și ei se pot căsători în anul 1877. Siri își poate îndeplini o veche ambiție de actriță, iar Strindberg își lansează romanul Camera roșie. Aprecierea sa literară este determinată de fluctuațiile sentimentale ale relației sale cu Siri.
- 1883 - Situația devine pentru cuplu atât de inconfortabilă în Suedia încât decid să locuiască în străinătate, Strindberg abandonându-și postul de bibliotecar, singura sa sursă regulată de venit. Relația lor nu se îmbunătățește în exil și după ani tumultuoși, divorțează în anul 1891. Dezastrul personal al dramaturgului a constituit și vârful creației sale, piesele Domnișoara Iulia (în suedeză Fröken Julie) și Tatăl (în suedeză Fadren) fiind scrise între anii 1887 și 1888.
- 1893 - Se căsătorește cu Frida Uhl, o jurnalistă având jumătate din vârsta sa, pe care o cunoaște la Berlin, producându-i o impresie puternică. Trecutul se repetă dar într-un mod mai accelerat. După 18 luni de peregrinări are loc separarea. Strindberg își petrece din ce în ce mai mult timp cu teoriile sale de alchimist întârziat. Și-a găsit alinare alături de mama Fridei, care s-a îngrijit de sănătatea sa mentală. Revine la Stockholm și reîncepe să scrie teatru.
- 1901 - Se căsătorește cu o actriță norvegiană, Harriet Bosse, care îl acceptă fiind într-o stare de spirit similară celei a Fridei în urmă cu 8 ani. Căsătoria lor nu a avut mai mult succes decât precedentele, separarea producându-se după 3 ani.
- 14 mai 1912 - Strindberg moare puțin timp după ce, cu ocazia aniversării a 63 de ani de viață, fusese celebrat peste tot în Suedia.

## Piese de teatru
- Pelicanul[18]
- The Outlaw
- Master Olof
- Tatăl[19]
- Domnișoara Iulia[20]
- Creditors
- Pariah
- Cea mai puternică[21]
- To Damascus
- De Paști. Săptămâna Patimilor
- Dansul morții (Dödsdansen)
- Un joc al visului
- The Ghost Sonata
- The Great Highway

## Romane
- En haxa (1890) - Vrăjitoarea, traducere de Nora Iuga, colecția Romanului istoric, Ed. Univers 1979
- Răzbunarea, traducere de Nora Iuga
- Insula fericiților, traducere de Nora Iuga